# Inter Football Club
Inter Football Club è stata una rivista mensile dedicata all'Internazionale, squadra di calcio milanese.

## Contenuti
La pubblicazione era interamente dedicata al mondo nerazzurro con statistiche, curiosità, approfondimenti e interviste ai protagonisti; erano poi presenti giochi enigmistici a cura di Davide Paonessa e una sezione per la posta dei lettori.

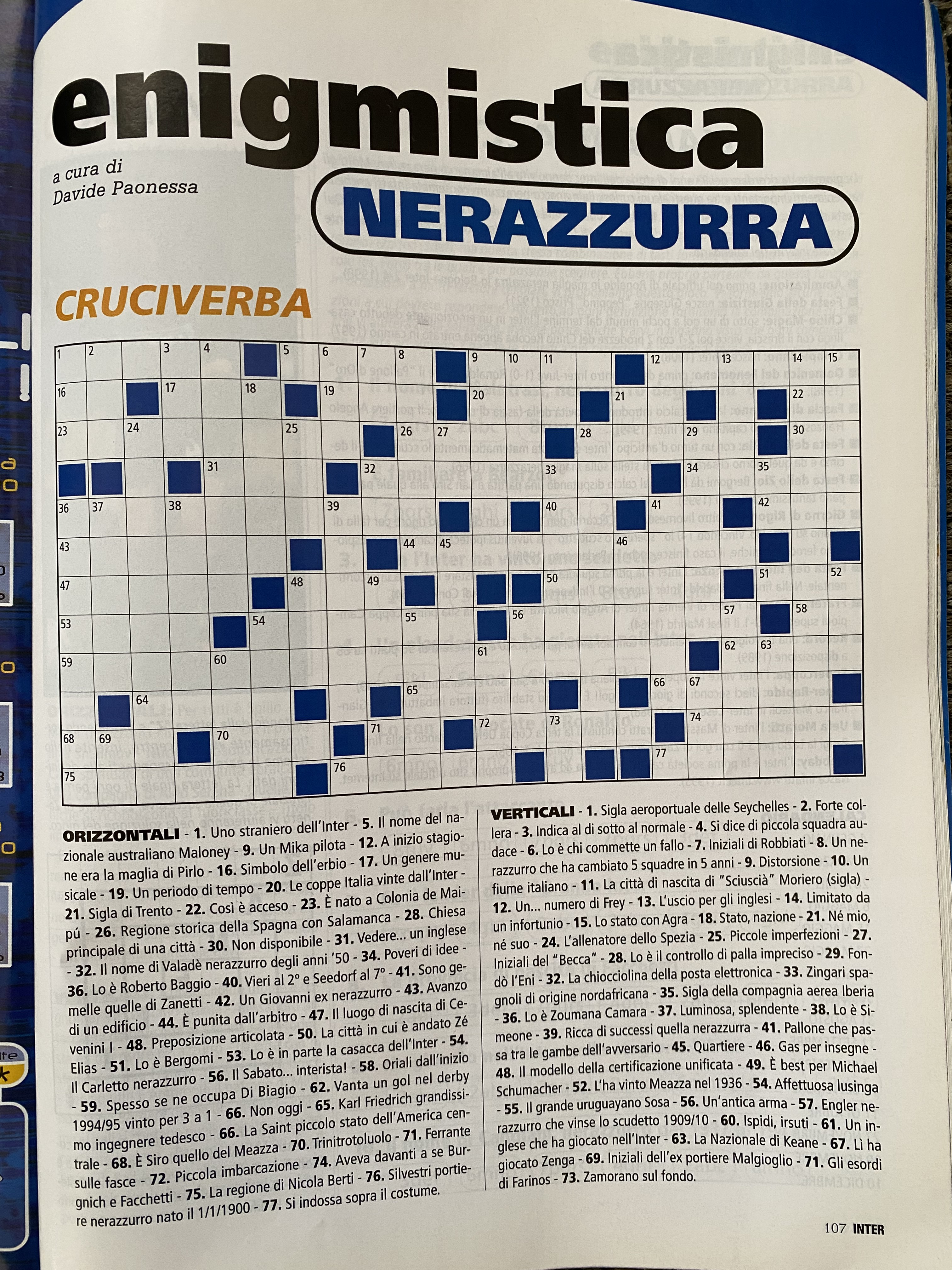
Enigmistica nerazzurra Inter Football Club

Diretta da Susanna Wermelinger, la rivista cessò la diffusione nel giugno 2009; dall'autunno 2017, allo stadio Meazza, è invece disponibile un magazine (Match Day Programme) dedicato agli incontri della formazione meneghina.